# Impatiens velaxata
Impatiens velaxata är en balsaminväxtart som beskrevs av Joseph Dalton Hooker. Impatiens velaxata ingår i släktet balsaminer, och familjen balsaminväxter. Inga underarter finns listade i Catalogue of Life.